# Lispocephala xanthopleura
Lispocephala xanthopleura är en tvåvingeart som beskrevs av Hardy 1981. Lispocephala xanthopleura ingår i släktet Lispocephala och familjen husflugor. Inga underarter finns listade i Catalogue of Life.